# Agate Beach
Agate Beach az Amerikai Egyesült Államok északnyugati részén, Oregon állam Lincoln megyéjében elhelyezkedő önkormányzat nélküli település.
Nevét a Newport és a Yaquina-fok között talált achátról (angolul agate) kapta. A posta 1912 és 1971 között működött.
2012-ben az óceán partra mosott a 2011-es tóhokui földrengés és cunami következtében elszabadult stéget, amely turistalátványosság lett. A szakemberek az invazív fajok elleni védekezésként a szerkezet megsemmisítése mellett döntöttek.

## Nevezetes személy
- Ernest Bloch, zeneszerző;[6] 1914-ben épült lakóháza szerepel a történelmi helyek jegyzékében[7]

## Fordítás
- Ez a szócikk részben vagy egészben  az   Agate Beach, Oregon című angol Wikipédia-szócikk ezen változatának fordításán alapul.  Az eredeti cikk szerkesztőit annak laptörténete sorolja fel. Ez a jelzés csupán a megfogalmazás eredetét és a szerzői jogokat jelzi, nem szolgál a cikkben szereplő információk forrásmegjelöléseként.